# KLM Cityhopper
KLM Cityhopper – holenderska regionalna linia lotnicza z siedzibą w Haarlemmermeer koło Amsterdamu. W całości należy do linii lotniczych KLM, a jej głównym węzłem jest port lotniczy Amsterdam-Schiphol. Linia wykonuje połączenia krótkodystansowe na rzecz linii KLM, dlatego na wszystkich połączeniach linii obowiązuje kod ICAO "KLM" a bilety wystawiane są z kodem IATA "KL".
Malowanie samolotów nie różni się niczym od malowania KLM poza dodatkowym napisem "Cityhopper" pod logiem KLM oraz brakiem napisów “The Flying Dutchman” oraz “Royal Dutch Airlines”. Obecne malowanie samolotów zostało wprowadzone w 2010. Linia jest również członkiem sojuszu SkyTeam.
Model biznesowy linii opiera się na dowożeniu pasażerów do głównego hubu linii KLM - lotniska Schiphol gdzie mają możliwość skorzystania z jednego z połączeń dalekodystansowych tej linii.

## Historia

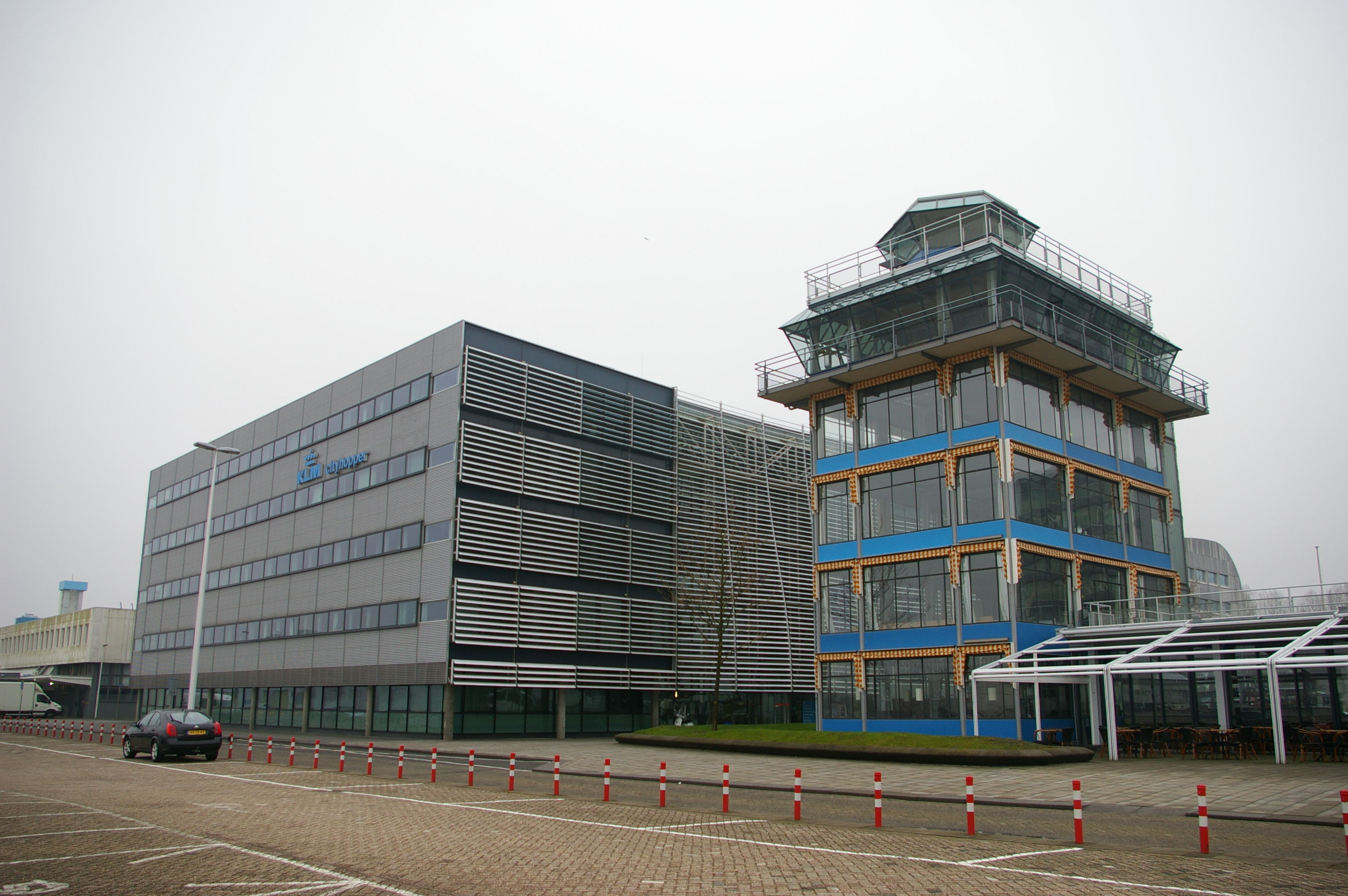
Siedziba główna firmy KLM Cityhopper

Linia KLM Cityhopper powstała w dniu 1 kwietnia 1991 w wyniku połączenia NLM Cityhopper i Netherlines i rozpoczęła działalność w tym samym roku. Była wówczas posiadaczem największej europejskiej floty pasażerskiej, składającej się wyłącznie z samolotów Fokker – modele 50, 70 i 100. Najmniejsze modele – Fokker 50 – były stopniowo zastępowane Embraerami 190 od 2009, aż do całkowitego ich wycofania w marcu 2010. Flota Embraerów 190 stopniowo rosła, umożliwiając wycofanie ze służby również ostatniego Fokker 100 w 2012. W marcu 2015 firma ogłosiła, że samoloty Fokker 70 zostaną zastąpione nowym modelem Embraer 175+. Pierwsze dostawy rozpoczęły się latem 2016. Pozostałe 13 samolotów Fokker 70 zostanie zastąpione w trybie 1:1, najpóźniej do 2018 (lub wcześniej jeśli umożliwi to negocjowany z producentem harmonogram dostaw nowych maszyn). Tym samym dobiegnie końca wymiana floty przewoźnika, która w efekcie będzie składała się jedynie z samolotów serii E-jet i będzie jedną z najmłodszych w Europie.
W ramach restrukturyzacji KLM, listopadzie 2002 w skład KLM Cityhopper włączone zostały inne regionalne spółki zależne (między innymi KLM uk). W rezultacie linia przejęła 5 baz operacyjnych wraz z załogami, które kontynuują obsługę połączeń między Amsterdamem a kierunkami na Wyspach Brytyjskich.
Obecnie linia jest w całości własnością KLM i zatrudniała 910 pracowników (stan na marzec 2007).

## Połączenia KLM Cityhopper[4]

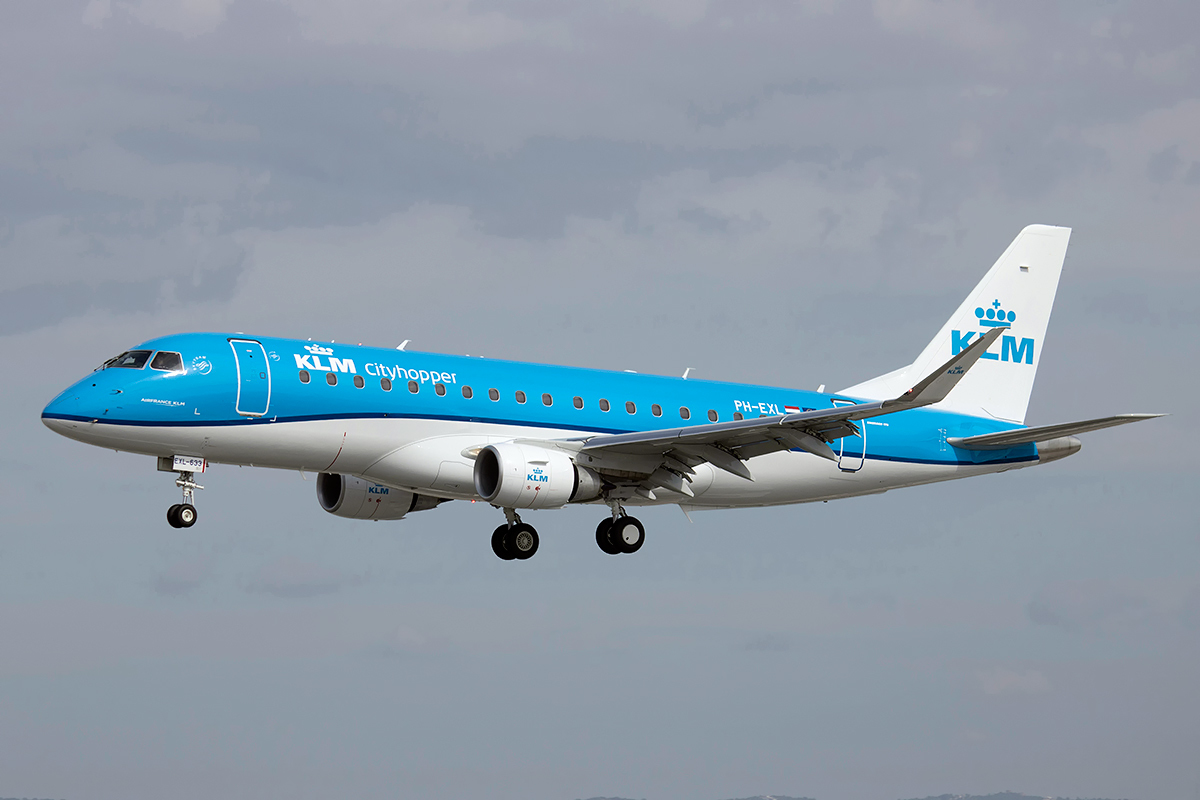
Embraer 175

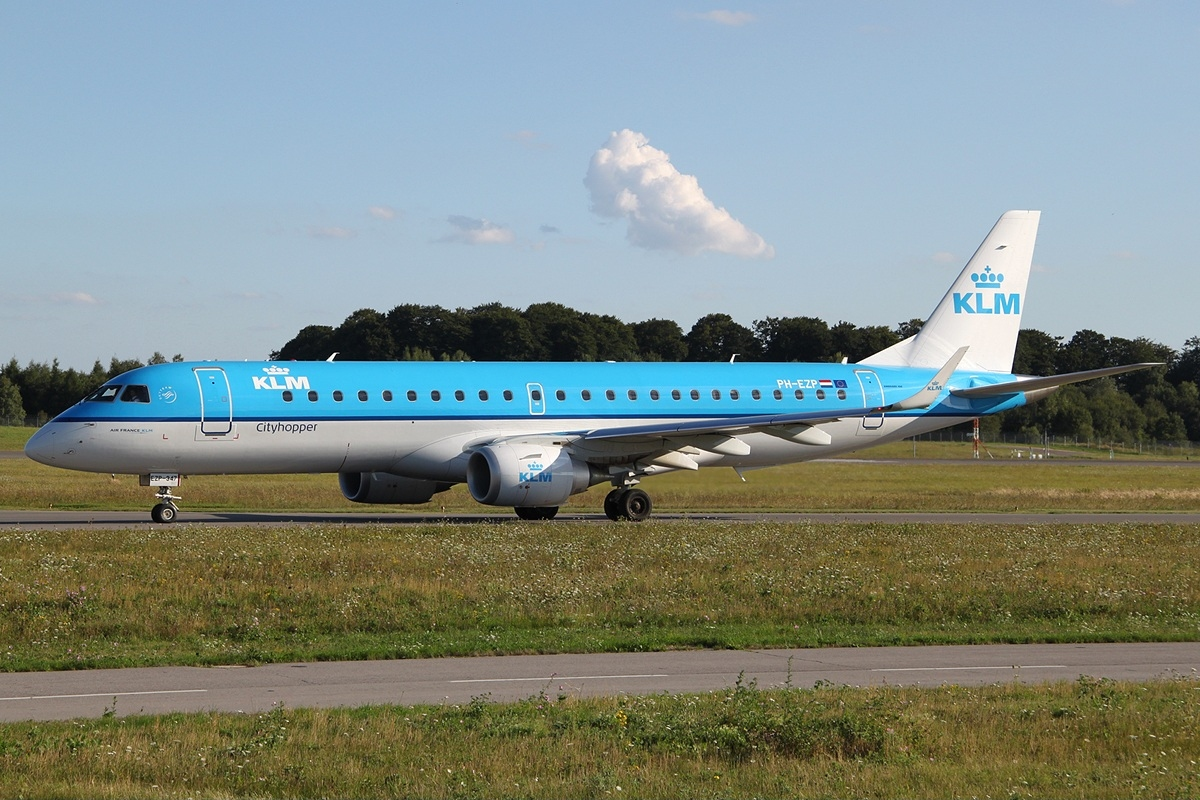
Embraer 190

Wśród miejsc docelowych KLM Cityhopper obsługiwanych z hubu w Amsterdamie, znajdują się: 1 raz dziennie Warszawa, 2 razy dziennie  Kraków (samolotem Embraer 190),  od 15 maja 2017 także codzienne połączenie do Gdańska (Embraer 190) a od 30 marca 2025 roku KLM oferuje dwa loty dziennie do Poznania  (Embraer 175). Niektóre z połączeń są obsługiwane zarówno przez KLM Cityhopper jak i przez KLM.

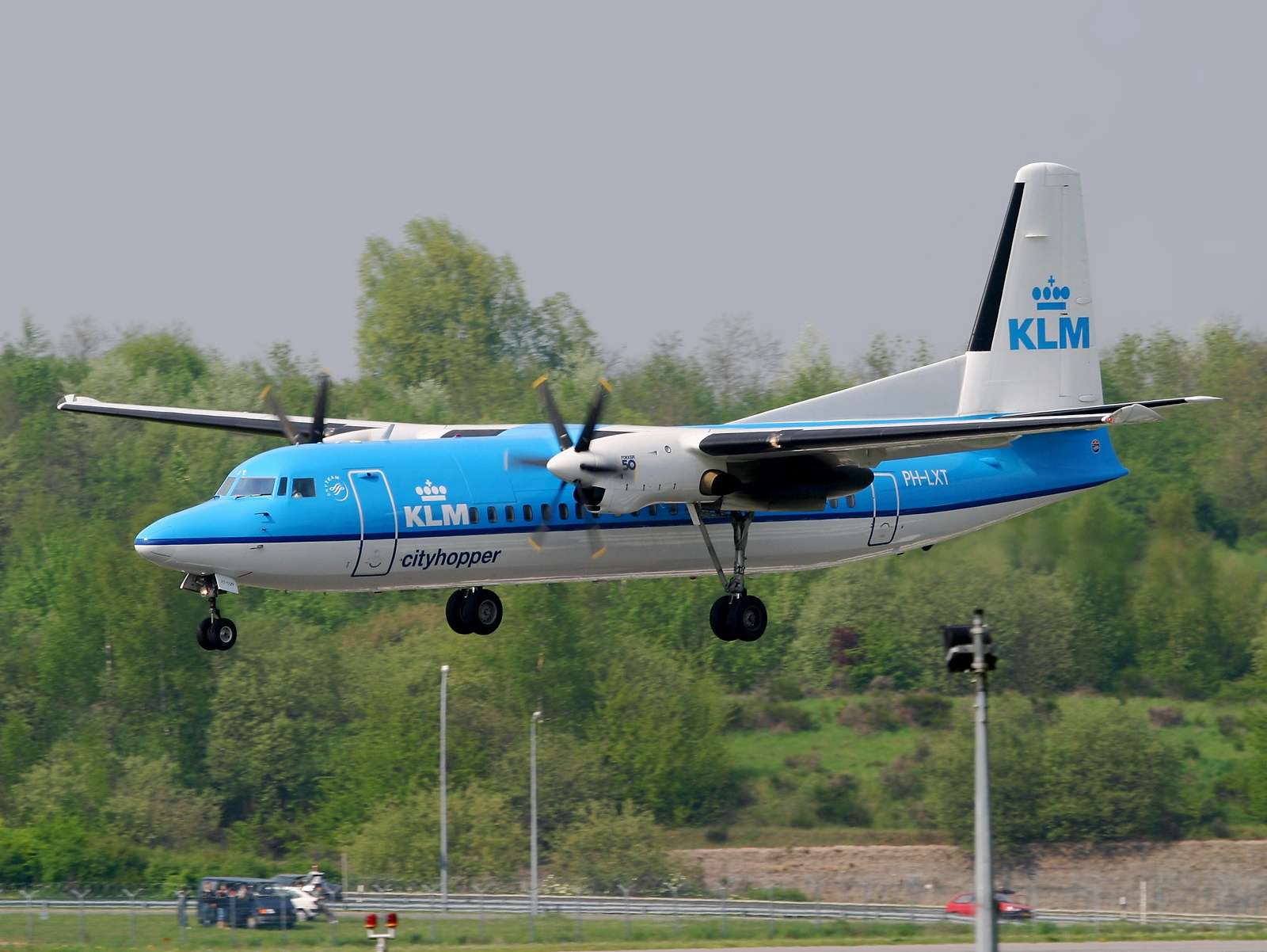
Fokker 50

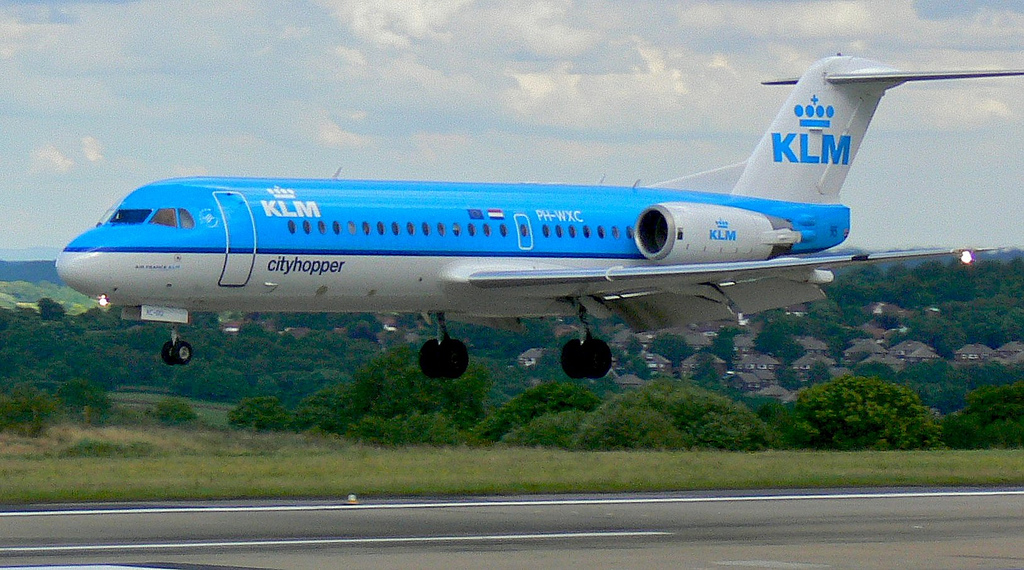
Fokker 70, Port lotniczy Leeds/Bradford.

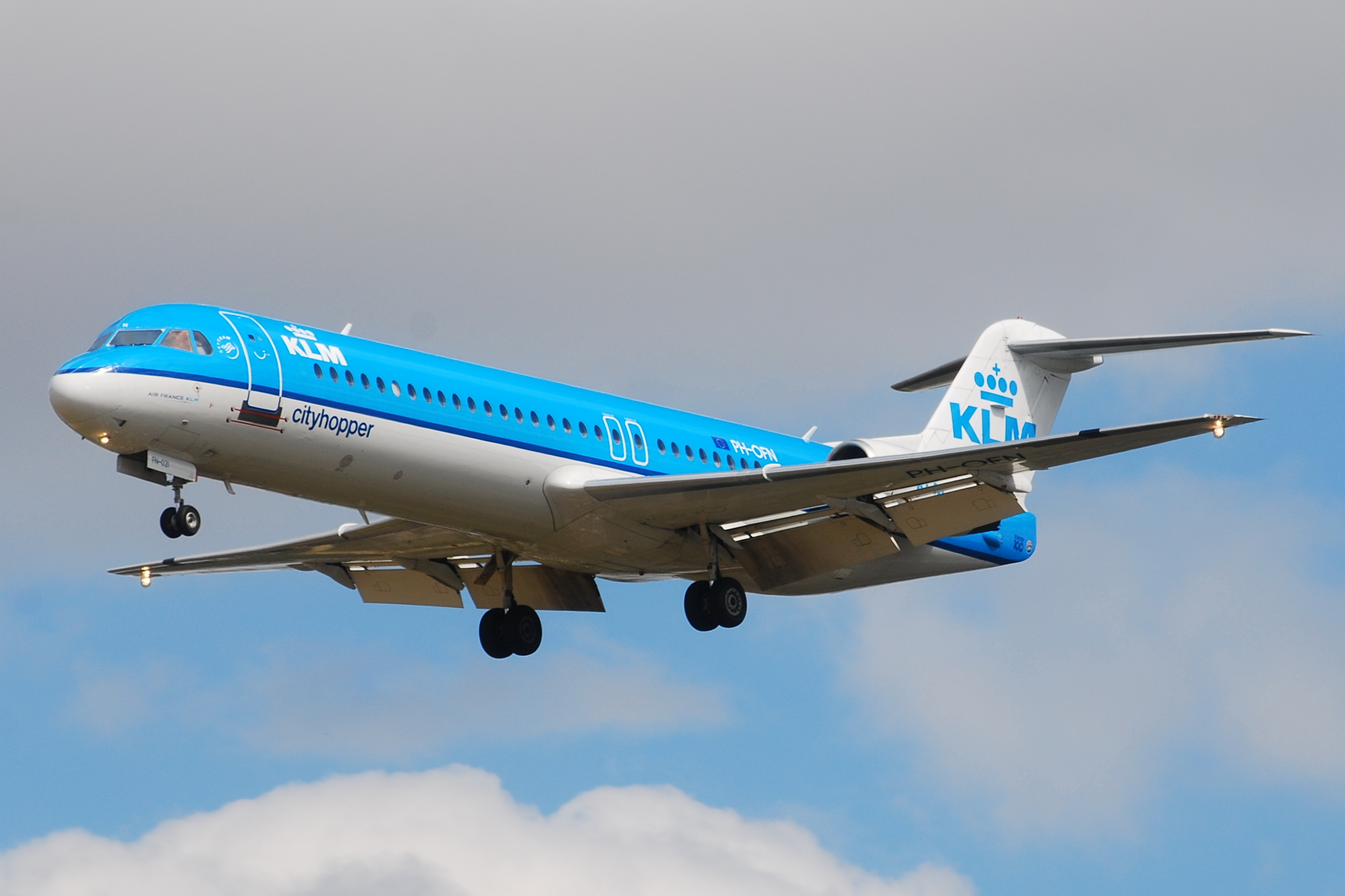
Fokker 100

## Flota
Według stanu na grudzień 2024 flota KLM Cityhopper składała się z 67 samolotów o średnim wieku 8,2 lat:
| Samolot         | Samolot | Samolot   | Liczba miejsc | Liczba miejsc | Liczba miejsc | Liczba miejsc | Uwagi                                |
| Model           | Aktywne | Zamówione | B             | E+            | E             | Łącznie       | Uwagi                                |
| --------------- | ------- | --------- | ------------- | ------------- | ------------- | ------------- | ------------------------------------ |
| Embraer E175    | 17      | -         | 20            | 8             | 60            | 88            |                                      |
| Embraer E190    | 28      | -         | 20            | 8             | 72            | 100           |                                      |
| Embraer E195-E2 | 22      | 3         | 20            | 8             | 104           | 132           | W trakcie dostawy w latach 2021-2024 |
| Łącznie         | 67      | 3         |               |               |               |               |                                      |